# IC 49
IC 49 — галактика типу Sc (компактна спіральна галактика) у сузір'ї Кит.
Цей об'єкт міститься в оригінальній редакції індексного каталогу.